# Subregiones de Norte de Santander

Subregiones de Norte de Santander.

Las subregiones es el nombre con el cual se conoce a las subdivisiones territoriales que conforman el departamento colombiano de Norte de Santander. En total son 6 subregiones que no son relevantes en términos de gobierno, y que fueron creadas para facilitar la administración del departamento, en las que se agrupan los 40 municipios.
Las subregiones de Norte de Santander son las siguientes:

## Subregiones o Provincias
| Centro                                                                                      | Norte                                                       | Occidente |
| ------------------------------------------------------------------------------------------- | ----------------------------------------------------------- | --- |
| Arboledas • Cucutilla • Gramalote • Lourdes • Salazar de Las Palmas • Santiago • Villa Caro | Bucarasica • El Tarra • La Gabarra • Sardinata• Tibú        | Ábrego • Cáchira • Convención • El Carmen • La Esperanza • Hacarí • La Playa de Belén • Ocaña • San Calixto • Teorama • San Pablo |
| Oriente o Metropolitana                                                                     | Suroccidente                                                | Suroriente |
| Cúcuta • El Zulia • Los Patios • Puerto Santander • San Cayetano • Villa del Rosario        | Cácota • Chitagá • Mutiscua • Pamplona • Pamplonita • Silos | Bochalema • Chinácota • Durania • Herrán • Labateca • Ragonvalia • Toledo                                                         |